# Val Biro
Val Biro, eredetileg Bíró Bálint István (Budapest, 1921. október 6. – Bosham, Nyugat-Sussex, Anglia, 2014. július 4.) magyar grafikus, illusztrátor, író.

## Életrajza

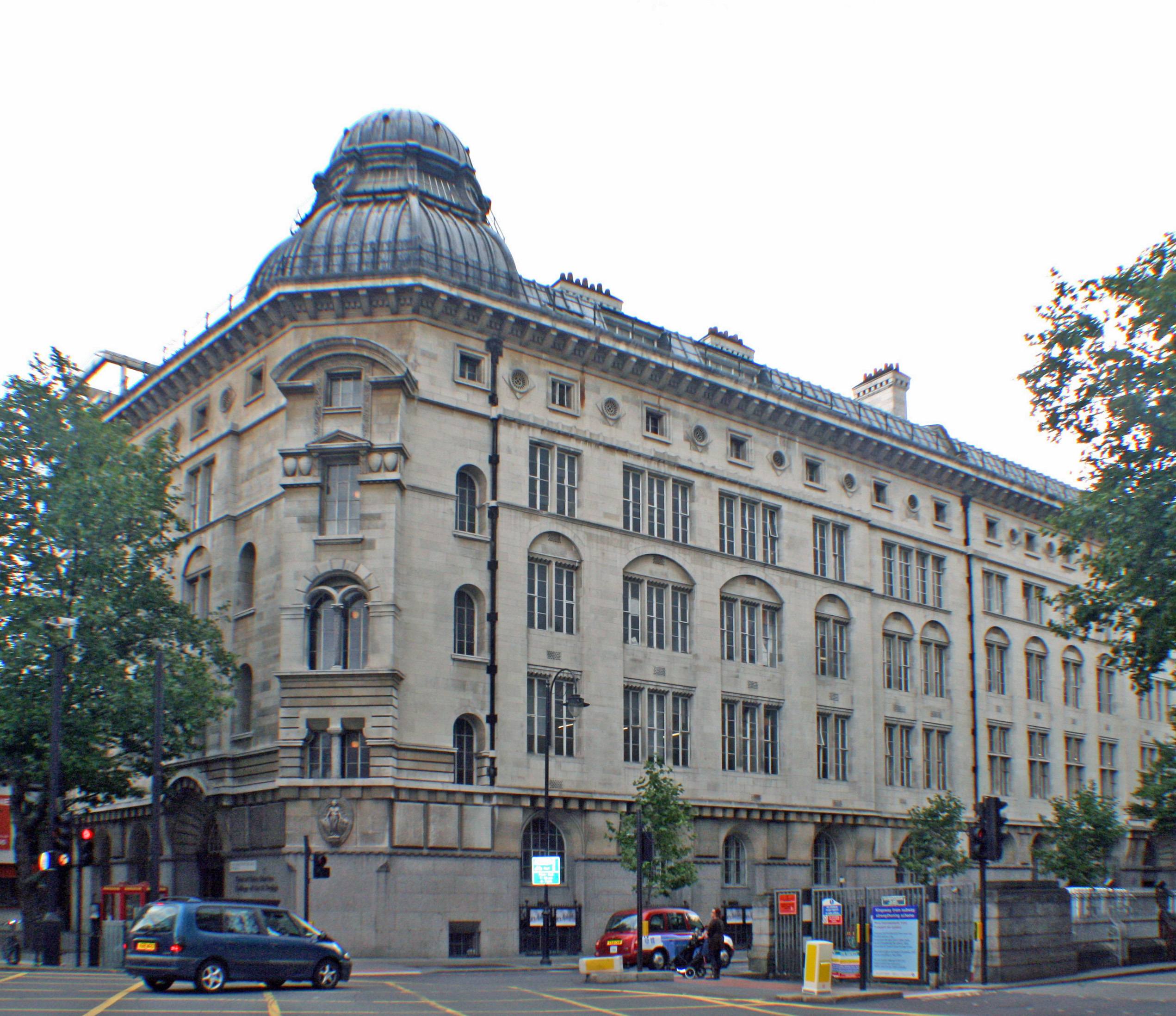
Central School

Budapesten született, egy tehetős budapesti ügyvéd – Bíró Bálint – volt az edésapja. Édesanyját kreatív és modern pesti nőként jellemzik a források, aki a 20-30-as években aktívan részt vett a főváros társasági életében. A ciszterci szerzetesrend által működtetett iskolában tanult. 1939-ben szülei Londonba küldték, hogy egy képzőművészeti iskolában – az 1896-ban alapított Central School of Arts & Crafts nevű tanintézményben – folytassa tanulmányait. Az iskolakezdés előtti néhány hétben már egy cornwalli családnál nyaralt, így a II. világháború kitörésekor már Angliában volt, ahol az érvényes diákvízuma miatt később sem deportálták vagy internálták, amikor 1941. december 6-án az Egyesült Királyság hadat üzent Magyarországnak. A háború után nem tért vissza Magyarországra.
1953-tól kezdve szabadúszó illusztrátorként könyvborítókat tervezett.

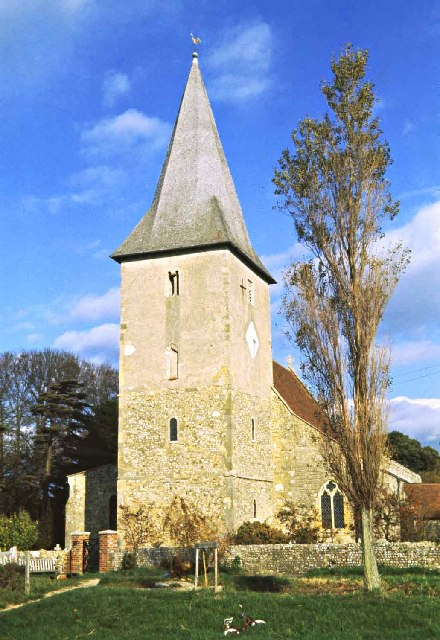
A boshami templom

1945-ben vette el Vivien Woolleyt, hát évvel később, 1951-ben született meg lánya, Melissa. 1955-ben a család a cheshami Germainsbe költözött, ahol egészen az 1969-ben bekövetkezett válásukig éltek. 1970-ben feleségül vette Marie-Louise Ellawayt és Amershambe költöztek, ahol műterme volt a kisváros Old Amersham nevű részében. Később Val és Marie-Louise a nyugat-sussexi Bosham községben telepedtek le.

## Munkássága
Bíró Bálint veterán autó rajongóként egy Austin Clifton Heavy Twelve-Four, 1926-ban gyártott automobilnak – becenevén Gumdrop – volt a tulajdonosa. Kiadója javaslatára az 1960-as évek közepétől kezdett el írni a veterán kocsi kalandjairól szóló gyermektörténeteit, amit saját rajzaival illusztrált. Összesen 37 könyv jelent meg Gumdrop sorozatban, ezek közül többet lefordítottak magyarra is. A sorozat első kötete 1966-ban jelent meg The Adventures of a Vintage Car címmel, az utolsó kötetet – Gumdrop's School Adventure – pedig 2001-ben adták ki.

### Gumdrop könyvek
- Gumdrop – Adventures of a Vintage Car (1966)
- Gumdrop and the Farmer's Friend (1967)
- Gumdrop on the Rally (1968)
- Gumdrop on the Move (1969)
- Gumdrop Goes to London (1971)
- Gumdrop Finds a Friend (1973)
- Gumdrop in Double Trouble (1975)
- Gumdrop and the Steamroller (1976) TV
- Gumdrop Posts a Letter (1976) L2[8]
- Gumdrop on the Brighton Run (1976)

- Gumdrop Has a Birthday (1977)
- Gumdrop Gets His Wings (1979)
- Gumdrop Annual 1 (1979)
- Gumdrop Annual 2 (1980)
- Gumdrop Finds a Ghost (1980)
- Gumdrop and the Secret Switches (1981)
- Gumdrop at Sea (1982)
- Gumdrop Makes a Start (1982)
- Gumdrop and Horace (1982) L3
- Gumdrop Races a Train (1982) L4

- Gumdrop Goes to School (1976) L5
- Gumdrop Gets a Lift (1983) L6
- Gumdrop at the Zoo (1983) L7
- Gumdrop in a Hurry (1983) L8
- Gumdrop Goes Fishing (1984) L9
- Gumdrop Has a Tummy-Ache (1984) L10
- Gumdrop is the Best Car (1984) L11
- Gumdrop On the Farm (1984) L12
- Gumdrop's Magic Journey (1984)
- Gumdrop and the Monster (1985)

- Gumdrop to the Rescue (1986)
- Gumdrop and the Dinosaur (1988)
- Gumdrop and the Pirates (1989)
- Gumdrop Omnibus (1989)
- Gumdrop and the Elephant (1990)
- Gumdrop and the Bulldozers (1991)
- Gumdrop for Ever! (1991)
- Gumdrop's Merry Christmas (1992)
- Gumdrop and the Martians (1998)
- Gumdrop's School Adventure (2001)

## Magyarul

### Ragacs Tragacs könyvek
- Ragacs a legjobb tragacs; ford. Köteles Gyöngyi; Móra, Bp., 1987
- Ragacs Tragacs és Horáciusz; ford. Köteles Gyöngyi;Móra, Bp., 1987
- Ragacs Tragacs és a postakocsi; ford. Köteles Gyöngyi; Móra, Bp., 1988
- Ragacs Tragacs az állatkertben; ford. Köteles Gyöngyi; Móra, Bp., 1988